# Allen Berg
Allen Bernard Berg (Vancouver, 1º agosto 1961) è un pilota automobilistico canadese che ha corso con la scuderia Osella nel Campionato mondiale di Formula 1 1986.

## Carriera

### Gli inizi
Come molti piloti iniziò la sua carriera nei kart. Nel 1980 prese parte al campionato canadese di Formula Ford che concluse al secondo posto l'anno seguente. Nel 1982 passò alla Formula Atlantic in cui vinse il premio per il miglior debuttante. A fine anno prese quindi parte alla Tasman Series, vincendo il Lady Wigram Trophy, che gli consentì di ottenere un posto in F3 inglese.
Il campionato di Formula 3 si rivelò alquanto difficile vista la presenza di piloti come Ayrton Senna e Martin Brundle e così il canadese chiuse la stagione al quinto posto. L'anno seguente partì tra i favoriti alla vittoria del titolo di categoria e concluse la stagione pur senza mai aver vinto una gara. Venne nominato pilota canadese dell'anno, ma nessuno gli offrì un contratto per il 1985 e fu costretto a prendere parte al campionato di Formula K in Messico.

### Formula 1
Nel 1985 ottenne, però, un contratto di sponsorizzazione da una società svizzera e questo gli consentì di esordire in Formula 1 con l'Osella Corse come Pay driver nel 1986. Il budget del team italiano era, però, molto limitato e la squadra, come raccontato dal pilota, non poteva permettersi test per sviluppare la vettura e il canadese si ritrovò spesso ad affrontare gare su circuiti a lui sconosciuti Le prestazioni si rivelarono disastrose, con Berg spesso relegato nelle ultime posizioni e battuto dai suoi compagni di squadra. Anni dopo, Enzo Osella, patron del team, lo definì come inadatto a competere nella massima seria automobilistica.
Nonostante ciò pareva possibile una sua partecipazione al successivo mondiale. Alcuni sponsor erano infatti pronti a finanziarlo, ma, alla cancellazione del Gran Premio del Canada, questi si tirarono indietro e il pilota rimase senza un volante. Fu quindi costretto a correre in altre categorie.

#### Risultati completi
| 1986 | Scuderia | Vettura        |  |  |  |  |  |  |     |     |     |    |     |     |  |    |    |    |  | Punti | Pos. |
| ---- | -------- | -------------- |  |  |  |  |  |  | --- | --- | --- | -- | --- | --- |  | -- | -- | -- |  | ----- | ---- |
| 1986 | Osella   | FA1F/FA1G/FA1H |  |  |  |  |  |  | Rit | Rit | Rit | 12 | Rit | Rit |  | 13 | 16 | NC |  | 0     |      |

| Legenda | 1º posto     | 2º posto | 3º posto    | A punti         | Senza punti/Non class.  | Grassetto – Pole position Corsivo – Giro più veloce |
| Legenda | Squalificato | Ritirato | Non partito | Non qualificato | Solo prove/Terzo pilota | Grassetto – Pole position Corsivo – Giro più veloce |

### Dopo la Formula 1
Terminata la carriera nella massima serie, dal 1987 al 1989 prese parte solo sporadicamente ad alcune gare con vetture Sport prototipo. Nel 1990 sfumò la possibilità per il canadese di disputare nuovamente il campionato di Formula 1 e si accordò con Richard Lloyd per correre alcune gare in altre categorie e disputò la 24 Ore di Le Mans, concludendo undicesimo. La stagione del pilota canadese a causa di un infortunio subito in un incidente in moto, e a fine anno fu costretto a cercare un'altra squadra. Prese quindi parte al campionato DTM con una BMW M3 di un team privato, cogliendo 3 punti. 
L'anno seguente, però, un contratto di sponsorizzazione della Marlboro fece sì che la sua carriera cambiasse radicalmente. Berg prese parte a vari campionati di Formula 2 messicana, divenendo campione di categoria nel 1993. In seguito intraprese pure la carriera da costruttore, in cui è attivo tuttora.